# Плюригармоническая функция
Плюригармоническая функция — такая многомерная, два раза непрерывно дифференцируемая, функция комплексного переменного {\displaystyle f\colon G\subset {\mathbb {C} }^{n}\to {\mathbb {C} }}, что на любой комплексной прямой {\displaystyle \{a+bz\mid z\in {\mathbb {C} }\}} функция
{\displaystyle z\mapsto f(a+bz)}
есть гармоническая функция на множестве
{\displaystyle \{z\in {\mathbb {C} }\mid a+bz\in G\}}.